# Ник Стоун
Ник Стоун (на английски: Nick Stone) е английски писател на произведения в жанра трилър.

## Биография и творчество
Ник Стоун е роден на 31 октомври 1966 г. в Кеймбридж, Англия. Има полушотландски и полухаитянски произход – баща му, Норман Стоун, е известен историк, а майка му, Никол, е племенница на министъра на финансите в хаитянското правителство на диктатора Франсоа Дювалие. Когато е на шест месеца, след развода на родителите си, е изпратен в Хаити при баба си и дядо си, които притежават имение на острова. Остава до завръщането си в Англия през 1970 г., а в следващите години прави периодични посещения. През 1982 г. се запознава с Жан Бертран Аристид, свещеникът, който става първият демократично избран президент на Хаити. Заради по-тъмния цвят на кожата си е тормозен като дете. Това го кара да се занимава с аматьорски бокс, в който се бие в полусредна категория. Следва история в Исус Колидж на Кеймбриджкия университет, който завършва през 1989 г. След дипломирането си работи като помощник юрист.
Първият му роман „Г-н Кларинет“ от поредицата „Макс Мингъс“ е издаден през 2006 г. Идеята му за него се оформя по време на посещението му в Хаити през 1995 г. и промените в страната последните 30 години. Частният детектив от Маями, Макс Мингъс, предприема издирване на сина на милиардера Чарли Карвър, изчезнал преди три години на остров Хаити. На острова са изчезнали десетки деца, а и детективи, които са ги издирвали. Островът е доминиран от вуду религията, от слухове за черна магия и легенда за митична фигура, наречена „г-н Кларинет“, която е свързана с изчезванията. Макс Мингус трябва не само да завърши издирването, а и просто да остане жив. Романът получава наградата „Иън Флеминг“ за най-добър трилър от Асоциацията на британските писатели на криминални романи, международната награда за трилър за най-добър първи роман и награда „Макавити“ за дебют.
Вторият роман от поредицата, „Кралят на мечовете“, е предистория, на първия, и действието му се развива по време на Кокаиновите войни в Маями (1979 – 1986). Романът получава наградата „Макавити“. Третият роман от поредицата, „В клопката на вуду“, е издаден през 2011 г., а действието му се развива в Маями и Куба по време на президентските избори в САЩ през 2008 г. В историята Макс Мингъс отново се сблъсква с вуду магията и Соломон Букман, който я използва, и чрез отвари и хипноза зомбира хора, правейки ги убийци-самоубийци за разправа с враговете си.
Четвъртият му роман, „Присъдата“, от 2014 г. е правен трилър, чието действие се развива в съвременен Лондон.
Ник Стоун живее със семейството си в Лондон.

## Произведения

### Самостоятелни романи
- The Verdict (2014)[1][2][3]

### Поредица „Макс Мингъс“ (Max Mingus)
1. Mr Clarinet (2006) – награда „Иън Флеминг“[1][2][3][4]
2. The King of Swords (2007) – награда „Макавити“
3. Voodoo Eyes (2011)
В клопката на вуду, изд. „Ентусиаст“ (2013), прев. Мариана Христова